# Verteillac
Verteillac település Franciaországban, Dordogne megyében. Lakosainak száma 546 fő (2022. január 1.). Verteillac Cherval, La Tour-Blanche-Cercles, Bourg-des-Maisons, Coutures, Bertric-Burée, Lusignac és Saint-Martial-Viveyrol községekkel határos.

## Népesség
A település népessége az elmúlt években az alábbi módon változott:
| Lakosok száma | 655  | 724  | 706  | 641  | 644  | 668  | 672  | 590  | 547  | 546  |
|               | 1968 | 1982 | 1990 | 2006 | 2013 | 2015 | 2017 | 2019 | 2020 | 2022 |